# Bull (darts)

Een dartbord met de bull en de bull's eye

De bull (Nederlands: roos) is in het reguliere darten het middelste schijfje van het dartbord. 
De bull zelf bestaat uit twee gedeelten. De rode schijf geheel in het midden wordt bull's eye genoemd en geeft 50 punten. Dit vlak telt daarbij ook als dubbel van de groene ring eromheen, dat zelf 25 punten oplevert. Wanneer een darter 50 punten over heeft in de eigen leg, geldt de bull's eye zodoende ook als 'dubbele bull' en kán, als de speler dit wil, gebruikt worden als geldig vlak om een leg op uit te gooien.
Bij een andere spelvorm, killers genaamd, levert de bull maar 1 punt op en de bull's eye 2.
De diameter van de bull bij het steeltip-darten is 31,8 mm, die van de bull's eye is 12,7 mm.